# Drottningholmský palác
Drottningholm (švédsky Drottningholms slott), nazývaný také „Versailles severu“, je královský letní zámek, rozložený na královnině ostrově Lovön v jezeře Mälaren, na předměstí švédské metropole Stockholmu. Od roku 1981 je soukromou rezidencí švédské královské rodiny, ale zároveň je otevřen veřejnosti. Palác a okolní park je od roku 1991 zapsán na seznamu světového dědictví UNESCO.

## Historie
Konstrukce paláce byla zahájena v 1681. Zámek na ostrově Lovön je také jedním z mála historických míst, kde dominovaly především ženy. V zámeckém parku se symetrickými zrcadlovými architektonickými prvky se nacházejí manýristické sochy od Adriana de Vries z Valdštejnské zahrady na Malé Straně v Praze, které si odvezli Švédové jako válečnou kořist.

## Divadelní muzeum
Drottningholmské divadelní muzeum každoročně v létě uvádí soubor oper. Barokní divadlo z 18. století nebylo používáno mnoho let, až ve druhé polovině 20. století se do něj vrátili herci. Téměř všechno vybavení je původní, herci nosí dobové šaty a orchestr používá kopie hudebních nástrojů z 18. století. V divadle používají původní stroje na tvorbu hromu a efektů deus ex machina. Pro interiér divadla byly z bezpečnostních důvodů navrženy speciální elektrické žárovky, které poblikávají jako svíčky.
Jedná se o jedno ze dvou dosud funkčních barokních divadel – druhé je zámecké divadlo v Českém Krumlově.

## Vakttältet
Vakttältet je netradiční dřevěná a zděná budova stanu strážců Drottningholmského Paláce. Byla postavena v letech 1781-1782.

## Fotogalerie

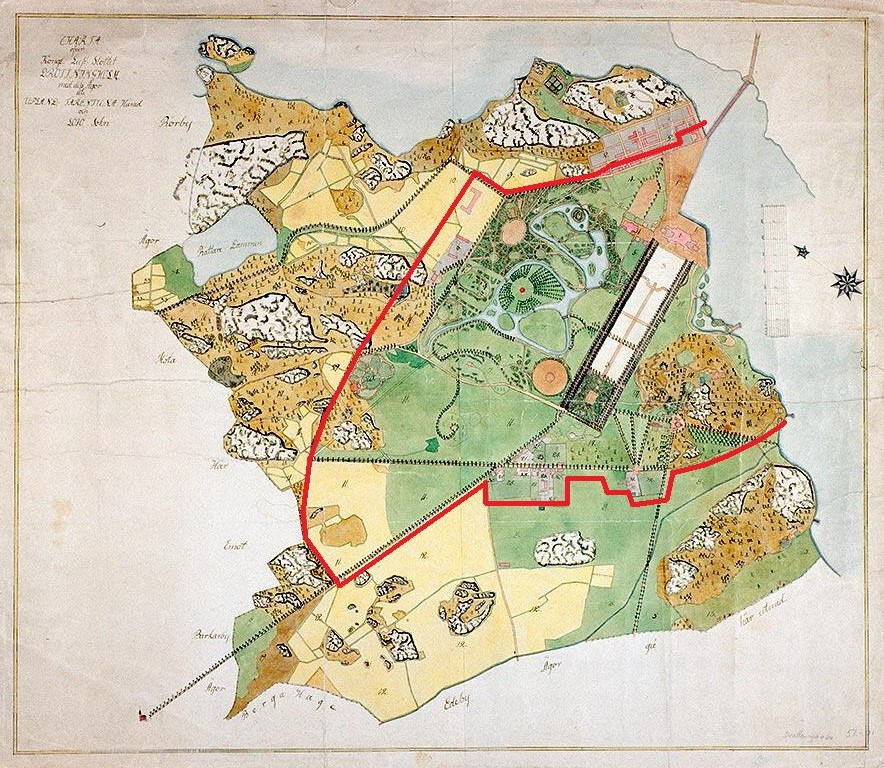
výkres situace z roku 1700
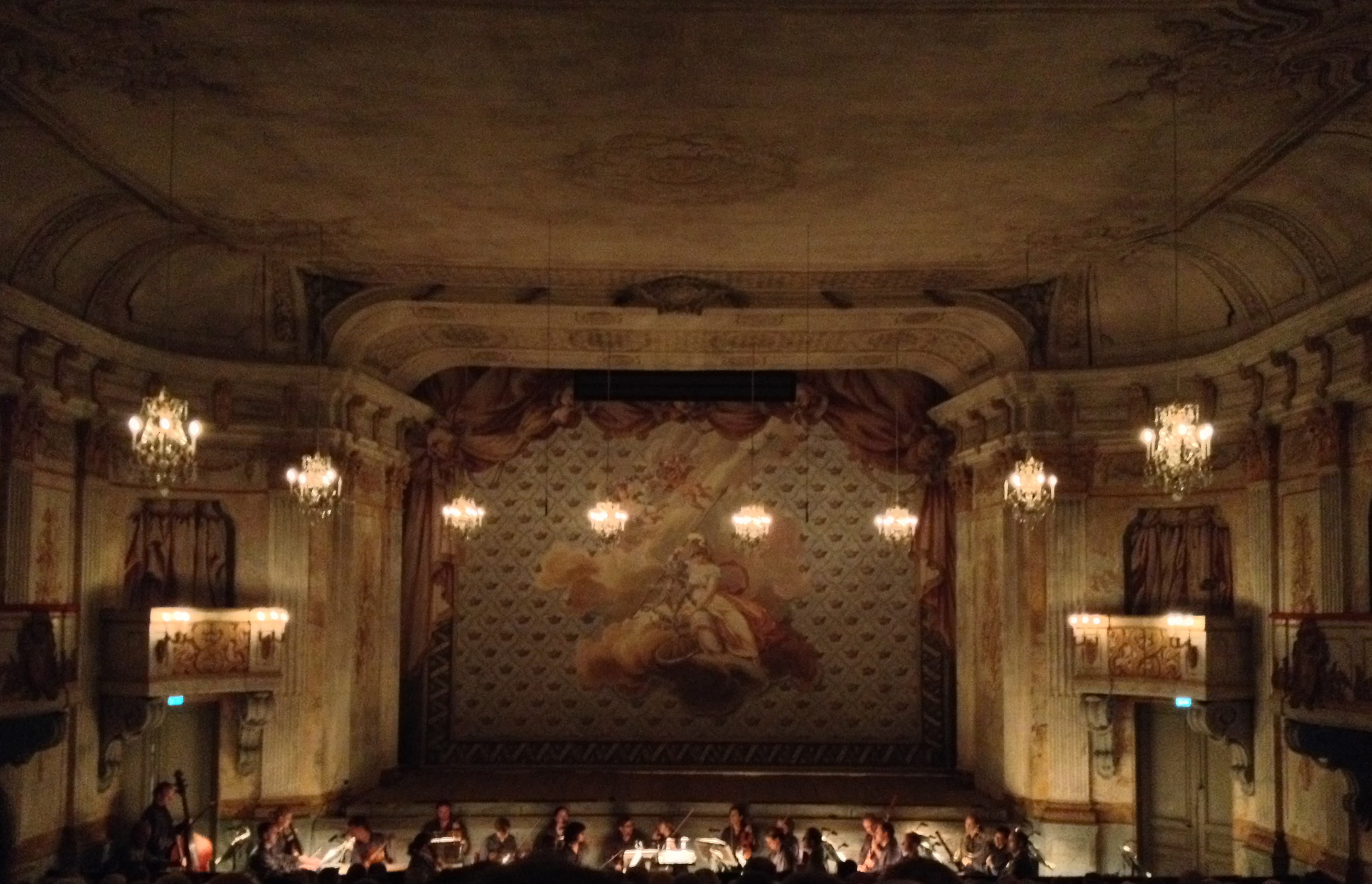
barokní divadlo
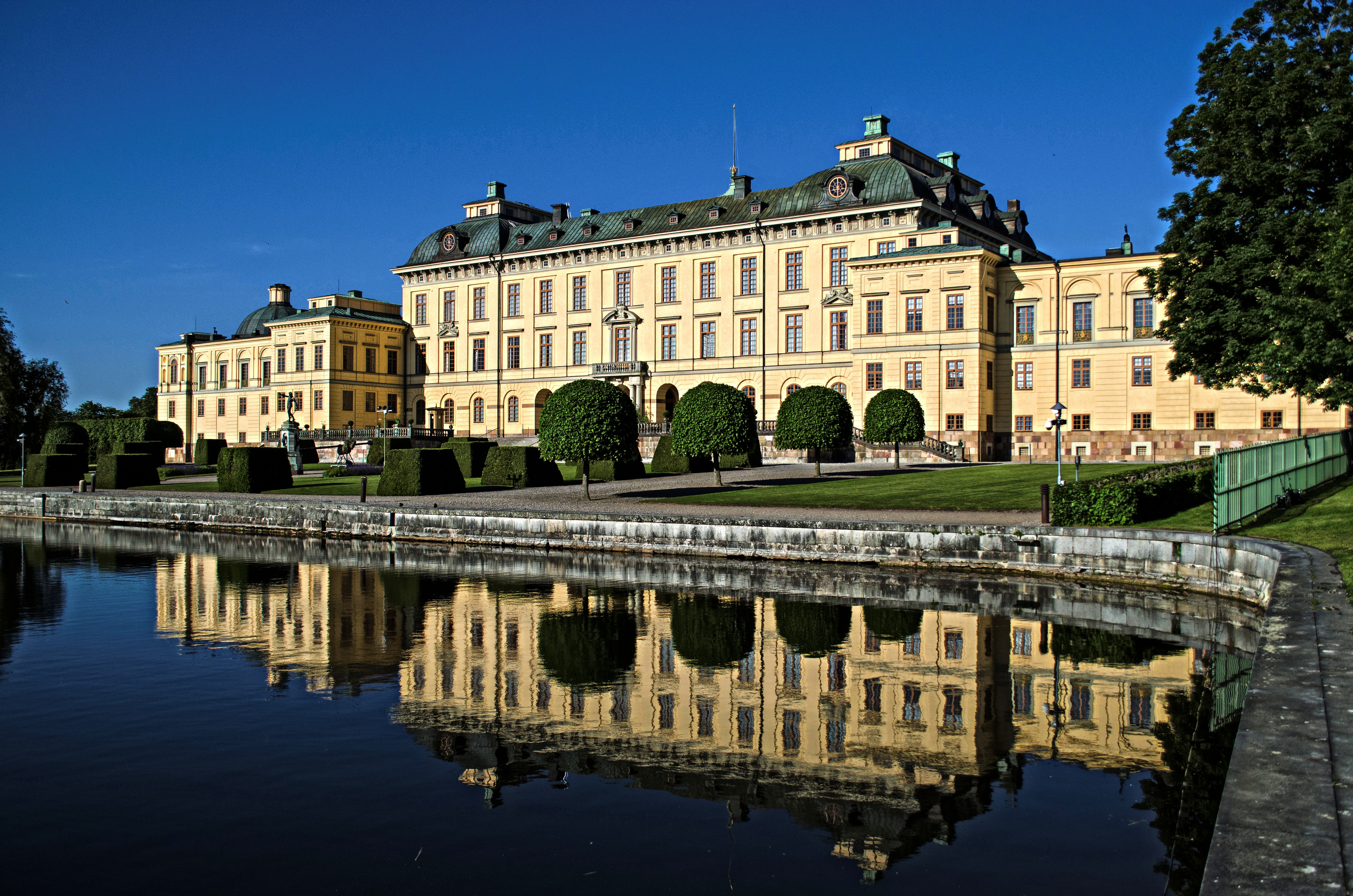
průčelí zámku
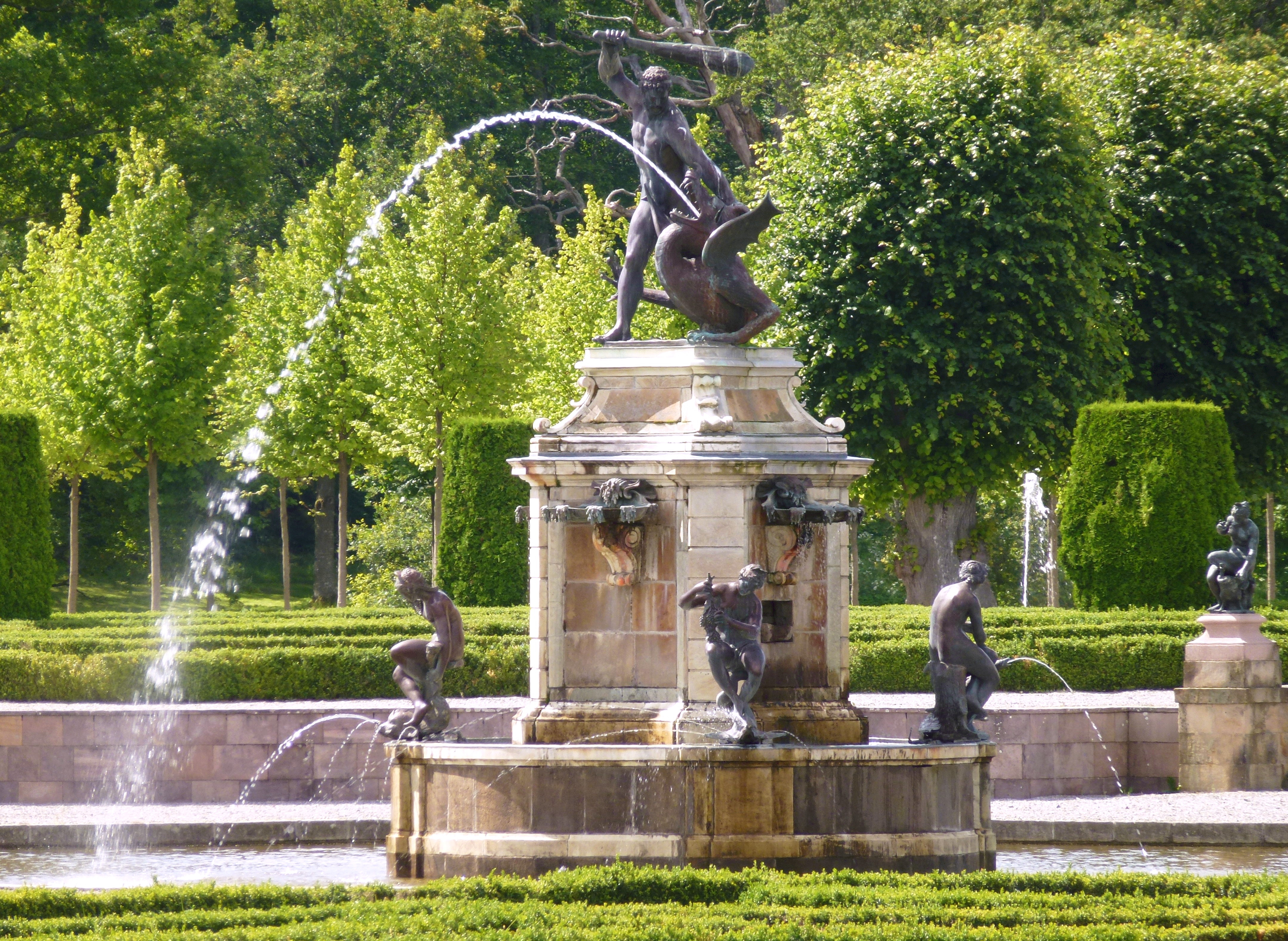
Herkulova fontána
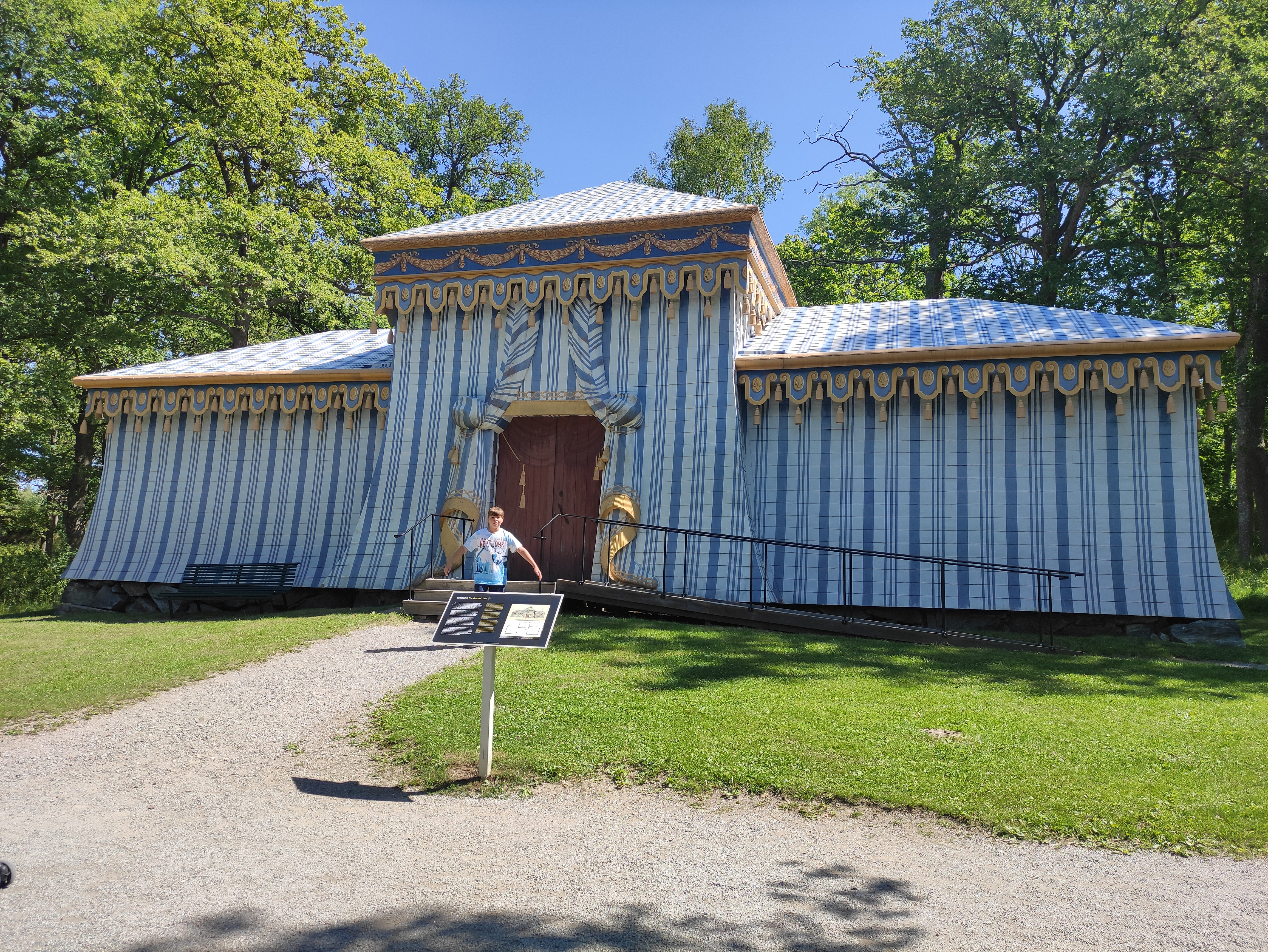
Vakttältet